# Canton de Clermont-Ferrand-3
Le canton de Clermont-Ferrand-3 est une circonscription électorale française du département du Puy-de-Dôme.

## Histoire
Un nouveau découpage territorial du Puy-de-Dôme entre en vigueur à l'occasion des élections départementales de 2015. Il est défini par le décret du 21 février 2014, en application des lois du 17 mai 2013 (loi organique 2013-402 et loi 2013-403). Les conseillers départementaux sont, à compter de ces élections, élus au scrutin majoritaire binominal mixte. Les électeurs de chaque canton élisent au Conseil départemental, nouvelle appellation du Conseil général, deux membres de sexe différent, qui se présentent en binôme de candidats. Les conseillers départementaux sont élus pour 6 ans au scrutin binominal majoritaire à deux tours, l'accès au second tour nécessitant 12,5 % des inscrits au 1er tour. En outre la totalité des conseillers départementaux est renouvelée. Ce nouveau mode de scrutin nécessite un redécoupage des cantons dont le nombre est divisé par deux avec arrondi à l'unité impaire supérieure si ce nombre n'est pas entier impair, assorti de conditions de seuils minimaux. Dans le Puy-de-Dôme, le nombre de cantons passe ainsi de 61 à 31.
Le canton de Clermont-Ferrand-3 est formé d'une fraction de la commune de Clermont-Ferrand. Il est entièrement inclus dans l'arrondissement de Clermont-Ferrand. Le bureau centralisateur est situé à Clermont-Ferrand.

## Représentation
| Période élective | Période élective | Mandat | Mandat   | Identité         | Nuance | Nuance | Qualité |
| ---------------- | ---------------- | ------ | -------- | ---------------- | ------ | ------ | --- |
| 2015             | 2021             | 2015   | 2021     | Pierre Danel     |        | PS     | Retraité de l'Éducation nationale Président du Groupe Socialiste, Radical et Républicain |
| 2015             | 2021             | 2015   | 2021     | Sylvie Maisonnet |        | PS     | Professeure du secondaire et technique Ancienne conseillère générale du canton de Clermont-Ferrand-Sud-Est (2004-2015) 4e vice-présidente chargée de l'enfance, de la jeunesse, de l'égalité femmes-hommes, de la petite enfance (prévention) et de la politique de la ville |
| 2021             | 2028             | 2021   | en cours | Sylvie Maisonnet |        | PS     | Conseillère sortante |
| 2021             | 2028             | 2021   | en cours | Rémi Veyssière   |        | PCF    | |

### Résultats détaillés

#### Élections de mars 2015
À l'issue du 1er tour des élections départementales de 2015, deux binômes sont en ballottage : Pierre Danel et Sylvie Maisonnet (Union de la Gauche, 35,43 %) et Julien Bony et Cécile Laporte (Union de la Droite, 23,78 %). Le taux de participation est de 42,71 % (4 423 votants sur 10 357 inscrits) contre 52,8 % au niveau départemental et 50,17 % au niveau national.
Au second tour, Pierre Danel et Sylvie Maisonnet (Union de la Gauche) sont élus avec 58,19 % des suffrages exprimés et un taux de participation de 40,86 % (2 213 voix pour 4 232 votants et 10 357 inscrits).

#### Élections de juin 2021
Le premier tour des élections départementales de 2021 est marqué par un très faible taux de participation (33,26 % au niveau national). Dans le canton de Clermont-Ferrand-3, ce taux de participation est de 25,12 % (2 540 votants sur 10 112 inscrits) contre 36,11 % au niveau départemental. À l'issue de ce premier tour, deux binômes sont en ballottage : Sylvie Maisonnet et Rémi Veyssière (Union à gauche, 45,05 %) et Julien Bony et Cécile Laporte (LR, 27,91 %).
Le second tour des élections est marqué une nouvelle fois par une abstention massive équivalente au premier tour. Les taux de participation sont de 34,36 % au niveau national, 37,4 % dans le département et 25,85 % dans le canton de Clermont-Ferrand-3. Sylvie Maisonnet et Rémi Veyssière (Union à gauche) sont élus avec 54,19 % des suffrages exprimés (1 327 voix pour 2 613 votants et 10 108 inscrits),,.

## Composition
| Nom                                      | Code Insee | Intercommunalité            | Superficie (km2) | Population (dernière pop. légale)                 | Densité (hab./km2) | Modifier                                    |
| ---------------------------------------- | ---------- | --------------------------- | ---------------- | ------------------------------------------------- | ------------------ | ------------------------------------------- |
| Clermont-Ferrand (bureau centralisateur) | 63113      | Clermont Auvergne Métropole | 42,67            | Fraction : 24 478 (2022) Commune : 147 751 (2022) | 3 463              | modifier les données · modifier les données |
| Canton de Clermont-Ferrand-3             | 6312       |                             |                  | 24 478 (2022)                                     |                    | modifier les données                        |

Le canton de Clermont-Ferrand-3 comprend la partie de la commune de Clermont-Ferrand située au sud de l'axe des voies et limites suivantes : depuis la limite territoriale de la commune d'Aubière, rue Ernest-Cristal, boulevard Robert-Schumann, boulevard Gustave-Flaubert, boulevard Jacques-Bingen, boulevard La Fayette, boulevard Côte-Blatin, avenue Léon-Blum, ligne de chemin de fer d'Ussel à Clermont-Ferrand, rue Étienne-Dolet, jusqu'à la limite territoriale de la commune de Beaumont.

## Démographie
En 2022, le canton comptait 24 478 habitants, en évolution de +4,15 % par rapport à 2016 (Puy-de-Dôme : +2,1 %, France hors Mayotte : +2,11 %).
| 2013   | 2018   | 2022   |
| ------ | ------ | ------ |
| 23 273 | 24 644 | 24 478 |